# Microcharops flavipetiolatus
Microcharops flavipetiolatus là một loài tò vò trong họ Ichneumonidae.